# Xylolestes ovalis
Xylolestes ovalis là một loài bọ cánh cứng trong họ Laemophloeidae. Loài này được Grouvelle miêu tả khoa học vào năm 1883.